# Мельниченко, Сергей Илларионович
Сергей Илларионович Мельниченко (1920—1945) — лейтенант Рабоче-крестьянской Красной Армии, участник Великой Отечественной войны, Герой Советского Союза (1945).

## Биография
Сергей Мельниченко родился 14 февраля 1920 года в селе Блощинцы (ныне — Белоцерковский район Киевской области Украины). После окончания семи классов школы работал в колхозе. В 1940 году Мельниченко был призван на службу в Рабоче-крестьянскую Красную Армию. Ускоренным курсом окончил артиллерийское училище. С начала Великой Отечественной войны — на её фронтах.
К январю 1945 года лейтенант Сергей Мельниченко командовал огневым взводом 116-го пушечного артиллерийского полка 43-го стрелкового корпуса 59-й армии 1-го Украинского фронта. Отличился во время освобождения Польши. В ночь с 30 на 31 января 1945 года батарея Мельниченко в составе штурмовой группы переправилась через Одер в районе Бреслау и приняла активное участие в боях за удержание плацдарма на его западном берегу. Батарея отразила большое количество контратак противника, нанеся ему большие потери: 5 танков, 1 артиллерийское орудие, 3 пулемёта, около роты пехотинцев. В тех боях Мельниченко погиб. Похоронен в городе Здзешовице Опольского воеводства Польши.
Указом Президиума Верховного Совета СССР от 10 апреля 1945 года за «инициативу, проявленную при отражении контратак противника, удержание плацдарма, смелость, мужество и отвагу» лейтенант Сергей Мельниченко посмертно был удостоен высокого звания Героя Советского Союза. Также был награждён орденами Ленина, Отечественной войны 2-й степени и Красной Звезды.
В честь Мельниченко названа школа и установлен бюст в его родном селе, названа улица в Киеве.